# Maschinenpistole 41
A  Haenel / Schmeisser-41 (rövidítve MP 41) géppisztolyt 1941-ben rendszeresítették, és elődjével a Maschinenpistole 40-nel (MP40) szemben valamennyivel könnyebb volt a használata. A fő különbség a felhasznált anyagokban rejlett, mivel itt főként préselt acéllemezt és fát használtak. Hagyományos hátrasiklással működött. Legtöbbször a Wehrmacht német katonái, harckocsilegénysége és nem utolsósorban az utánpótlást felügyelő őrökön is lehetett látni ezt a fegyvert.
Ezt a fegyvert Hugo Schmeisser fia, Louis Schmeisser fejlesztette ki az első világháborús MP18 utódául. Gyártása az MP40-nel szemben lassabb volt, a fegyver maga viszont pontosabb és gyorsabb. Leginkább a Szovjetunió elleni hadjáratban részt vevő katonákat szerelték fel vele.